# Републикански път II-49
Републикански път II-49 е второкласен път, част от републиканската пътна мрежа на България, преминаващ по територията на области Търговище, Разград и Силистра. Дължината му е 99,3 km.
Пътят започва при 233,2 km на Републикански път I-4 в северната част на град Търговище и се насочва на север. Преминава през селата Давидово и Бистра и „опашката“ на язовир „Съединение“ и навлиза в Разградска област. Тук минава през село Трапище и започва изкачване по южните склонове на Разградски височини. При село Манастирско пресича най-горното течение на река Бели Лом, преодолява най-високата част на възвишенията и отново слиза в долината на Бели Лом източно от град Разград. Заобикаля града от североизток и отново се насочва на север през западната част на Лудогорското плато. Преминава през селата Стражец и Киченица и при село Топчии слиза в дълбоката долина на Топчийска река (влива се в река Дунав като суходолие). Оттук продължава по долината на реката до село Каменово, след което се отклонява на североизток и достига до град Кубрат. След града започва постепенно да слиза от Лудогорското плато, минава през село Задруга, навлиза в Силистренска област и в най-източната част на крайдунавската низина Побрежие. Преминава през село Старо село и югозападно от град Тутракан се съединява с Републикански път II-21 при неговия 46,5 km.
При 50,4 km, североизточно от село Просторно надясно се отклонява Републикански път III-4902 (28,6 km) през село Побит камък и град Завет до село Веселец при 49,9 km на Републикански път III-205.
| Пътища, отклоняващи се надясно (населено място, № на пътя, посока на пътя)    | Км   | Пътища, отклоняващи се наляво (посока на пътя, № на пътя, населено място) |
| ----------------------------------------------------------------------------- | ---- | ------------------------------------------------------------------------- |
| Община Търговище, Област Търговище I-4, 233,2 km, гр. Търговище ←             | 0,0  | ← гр. Търговище, 233,2 km, I-4, Област Търговище Община Търговище         |
| с. Давидово                                                                   | 2,8  | → с. Давидово, общински път (за с. Ралица)                                |
| (за с. Съединение) общински път, с. Бистра ←                                  | 7,6  | → с. Бистра, общински път (за с. Голямо Соколово)                         |
| (за гр. Лозница) общински път ←                                               | 9,7  |                                                                           |
| Община Лозница, Област Разград                                                | 10,4 | Област Разград Община Лозница                                             |
| (до 95,5 km на I-2) II-51, 78,6 km ←                                          | 11,9 | ← 78,6 km, II-51 (от гр. Бяла)                                            |
| с. Трапище                                                                    | 13,4 | → с. Трапище, общински път (за с. Чудомир)                                |
| с. Трапище                                                                    | 14   | → с. Трапище, общински път (за с. Тръбач)                                 |
|                                                                               | 16,9 | → общински път (за с. Сейдол)                                             |
| (за с. Синя вода) общински път ←                                              | 18,4 |                                                                           |
| с. Манастирско                                                                | 19,3 | с. Манастирско                                                            |
|                                                                               | 24,1 | → общински път (за с. Островче)                                           |
| Община Разград, (за с. Градина) общински път ←                                | 24,7 | Община Разград                                                            |
| (до гр. Варна) I-2, 71,3 km ←                                                 | 33,7 |                                                                           |
| (до 53,9 km на II-21) III-205, 0,0 km ←                                       | 34,6 |                                                                           |
| (за с. Дянково) общински път ←                                                | 35,3 |                                                                           |
|                                                                               | 37,9 | ← 67,1 km, I-2 (от ГКПП Дунав мост)                                       |
| с. Стражец                                                                    | 38,7 | с. Стражец                                                                |
| (за с. Раковски) общински път, гара Разград ←                                 | 40,4 | → гара Разград, общински път (за с. Липник)                               |
| (за с. Липник) общински път ←                                                 | 43,8 |                                                                           |
| с. Киченица                                                                   | 44,8 | → с. Киченица, общински път (за с. Раковски)                              |
|                                                                               | 48,7 | ← 40,7 km, III-2302 (от 12,0 km на II-23)                                 |
| (до с. Веселец) III-4902, 0,0 km ←                                            | 50,4 | → общински път (за с. Просторно)                                          |
| с. Топчии                                                                     | 53,3 | с. Топчии                                                                 |
| Община Кубрат                                                                 | 56   | Община Кубрат                                                             |
| с. Каменово                                                                   | 60,7 | → с. Каменово, общински път (за с. Равно)                                 |
|                                                                               | 67,8 | ← 35.4 km, III-2001 (от 33.2 km на I-2)                                   |
| (до 41,9 km на I-7) II-23, 46,6 km, гр. Кубрат ← (за с. Савин) общински път ← | 72,2 | ← гр. Кубрат, 46,6 km, II-23 (от 12,5 km на I-2) .                        |
| с. Задруга                                                                    | 78,1 | → с. Задруга, общински път (за с. Точилари)                               |
|                                                                               | 80,0 | ← 30,9 km, III-2102 (от гр. Сливо поле)                                   |
| (за с. Тертер) общински път ←                                                 | 84,5 |                                                                           |
| Община Тутракан, Област Силистра                                              | 89,1 | Област Силистра Община Тутракан                                           |
| с. Старо село                                                                 | 95,7 | с. Старо село                                                             |
| (до 8,8 km на I-7) II-21, 46,5 km ←                                           | 99,3 | ← 46,5 km, II-21 (от гр. Русе)                                            |

Забележка
1. ↑  На протежение от 4,2 km (от км 33,7 до км 37,9) Републикански път II-49 се дублира с Републикански път I-2 (от км 71,3 до км 67,1)